# Antilibanon
Antilibanon ili Anti-Libanonske planine je zapadnjački naziv za istočnolibanonski planinski lanac (arapski: جبال لبنان الشرقية)., koji se proteže u smjeru jugozapad-sjeveroistok i čini većinu prirodne granice između Sirije i Libanona. Većina planinskog lanca leži u Siriji.
Njegovo zapadnjačko ime (Anti-Libanon) dolazi od grčke Anti-Libanus, u kojem prefiks "anti" znači "nasuprot".Kreće se istočno od i paralelno (suprotno) na području planine Libanon. Također njego južni kraj je unutar Golanske visoravni. Prema zapadu leži dolina koja ga odvaja od Libanona u rasponu središnjem Libanonu – doline Beqaa na sjeveru i doline rijeke Hasbani rijeke na jugu. Na istoku, u Siriji, nalazi Istočna visoravan koja sadrži grad Damask.
Anti-Libanonski lanac je dugačak oko 150 km. Na sjeveru, proteže se na gotovo geografskoj širini sirijskog grada Homs. Na jugu, u rasponu coalesces s Golanskoj visoravni visoravni, ali uključuje i najviših vrhova Mount Hermon (Jabal el-Šeik, na arapskom), na 2814 metara, i Ta'la't Musa, na 2669 metara. Ovi vrhovi su veći dio godine pokriveni snijegom, a nalaze se na libanonski-sirijske granice.